# تینباختینو
تینباختینو (انگلیسی: Tynbakhtino) یک شهرک در شهرستان کالتاسینسکی استان باشقیرستان کشور روسیه است.